# Skalná ihla
Skalná ihla je přírodní památka v oblasti PIENAP.
Nachází se v katastrálním území obce Chmeľnica v okrese Stará Ľubovňa v Prešovském kraji. Území bylo vyhlášeno či novelizováno v roce 1989 na rozloze 0,1400 ha. Ochranné pásmo nebylo stanoveno.